# Hyalyris fiammetta
Hyalyris fiammetta é uma borboleta neotropical da família dos ninfalídeos (Nymphalidae), subfamília dos itomiíneos (Ithomiinae). É endêmica do Brasil e ocorre, segundo dados museológicos, nos estados do Espírito Santo (Muqui e Alegre), Rio de Janeiro (São Francisco de Itabapoana) e Bahia. Há dados para sua suposta ocorrência em São Paulo, mas estes são colocados hoje como duvidosos. Não é avistada há mais de 50 anos e não são conhecidos seus hábitos, imaturos ou planta hospedeira. Também a partir de dados museológicos, é sugerido que ocorra em altitudes médias nas transições de serras baixas. É classificada como criticamente ameaçada na avaliação do Instituto Chico Mendes de Conservação da Biodiversidade (ICMBio) e é uma espécie sujeita à degradação e destruição de seu habitat. Em 2005, foi classificada como criticamente em perigo na Lista de Espécies da Fauna Ameaçadas do Espírito Santo; em 2010, como criticamente em perigo na Lista de Espécies Ameaçadas de Extinção da Fauna do Estado de Minas Gerais; e em 2018, como criticamente em perigo no Livro Vermelho da Fauna Brasileira Ameaçada de Extinção e possivelmente extinta na Lista das Espécies da Fauna Ameaçadas de Extinção no Estado do Rio de Janeiro.